# Bai jezici
Bai jezici, jedna od desetak glavnih skupina tibetsko-burmanskih jezika kojima se služi preko 1,500,000 pripadnika naroda Bai ili Pai iz kineske provincije Yunnan (prefektura Dali) i nešto u provincijama Sichuan, Hunan i Guizhou. Postoje tri dijalekta, koji su kasnije priznati posebnim jezicima, to su: centralni, sjeverni, južni.
Po drugoj klasifikaciji pripadaju široj skupini lolo.

## Vanjske poveznice
- Ethnologue (15th)